# Falkerslev Sogn
Falkerslev Sogn er et sogn i Falster Provsti (Lolland-Falsters Stift).
Falkerslev Sogn havde Horreby Sogn som anneks 1650-1695 og blev derefter  anneks til Horbelev Sogn. Alle 3 sogne hørte til Falsters Sønder Herred i Maribo Amt. Horbelev-Falkerslev sognekommune blev senere delt så hvert sogn blev en selvstændig sognekommune. Ved kommunalreformen i 1970 blev både Horbelev og Falkerslev indlemmet i Stubbekøbing Kommune, der ved strukturreformen i 2007 indgik i Guldborgsund Kommune.
I Falkerslev Sogn ligger Falkerslev Kirke.
I sognet findes følgende autoriserede stednavne:
- Dalbygård (ejerlav, landbrugsejendom)
- Falkerslev (bebyggelse, ejerlav)
- Skørringe (ejerlav, landbrugsejendom)
- Skørringe Huse (bebyggelse)
- Skørringe Østerskov (bebyggelse)
- Truelstrup (bebyggelse, ejerlav)
- Virket (bebyggelse, ejerlav)